# دانتون (فیلم ۱۹۷۰)
«دانتون» (انگلیسی: Danton (1970 film)) یک فیلم به کارگردانی جان هاوارد دیویس است.